# بنز(a)أنثراسين
بنز(a)أنثراسين هو هيدروكربون عطري متعدد الحلقات صيغته الكيميائية C18H12.